# Ullångers landskommun
Ullångers landskommun var en tidigare kommun i Västernorrlands län. Centralort var Ullånger och kommunkod 1952–73 var 2216.

## Administrativ historik
Ullånger landskommun inrättades den 1 januari 1863 i Ullångers socken i Ångermanland  när 1862 års kommunalförordningar trädde i kraft. 
Vid kommunreformen 1952 bildade den "storkommun" genom sammanläggning med landskommunen Vibyggerå.
År 1971 infördes enhetlig kommuntyp och Ullångers landskommun ombildades därmed, utan någon territoriell förändring, till Ullångers kommun. Tre år senare blev dock kommunen en del av Kramfors kommun.

### Kyrklig tillhörighet
I kyrkligt hänseende tillhörde kommunen Ullångers församling. Den 1 januari 1952 tillkom Vibyggerå församling.

## Kommunvapen
Ullångers landskommun förde inte något vapen.

## Geografi
Ullångers landskommun omfattade den 1 januari 1952 en areal av 382,00 km², varav 364,20 km² land.

### Tätorter i kommunen 1960
| Tätort   | Folkmängd |
| -------- | --------- |
| Sundbron | 483       |
| Docksta  | 401       |

Tätortsgraden i kommunen var den 1 november 1960 28,8 procent.

## Politik

### Mandatfördelning i valen 1938-1970
| 8 | 2 | 6 | 4 |

| 18 |

| 8 | 5 | 3 | 4 |

| 18 |

| 9 | 8 | 1 | 2 |

| 17 | 3 |

| 13 |  | 13 | 5 | 2 |

| 34 |

| 14 | 12 | 5 | 3 |

| 32 |

| 12 | 15 | 4 | 3 |

| 33 |

| 14 | 13 | 4 | 3 |

| 31 |

| 12 | 13 | 4 | 2 | 3 |

| 31 |

| 13 | 14 | 3 | 2 | 2 |

| 29 | 5 |

### Fotnoter
1. ↑  Folkmängd 31. 12. 1971 enligt indelningen 1. 1. 1972 (SOS) Del, 1. Kommuner och församlingar, SCB, 1972, ISBN 978-91-38-00209-4, läs online.[källa från Wikidata]
2. ↑  Per Andersson: Sveriges kommunindelning 1863–1993, Draking, Mjölby 1993, ISBN 91-87784-05-X, s. 91
3. ↑   (PDF) Folkräkningen den 31 december 1950, I, Areal och folkmängd inom särskilda förvaltningsområden m.m., Tätorter. Stockholm: Statistiska centralbyrån. 1952-05-19. sid. 108. Arkiverad från originalet den 1 oktober 2014. https://www.webcitation.org/6T09ZkyrB?url=http://www.scb.se/Grupp/Hitta_statistik/Historisk_statistik/_Dokument/SOS/Folkrakningen_1950_1.pdf. Läst 9 oktober 2014 Arkiverad 29 oktober 2013 hämtat från the Wayback Machine.
4. ↑  SCB Folkräkningen 1960 del 2 Arkiverad 24 september 2015 hämtat från the Wayback Machine. sida 42 i pdf:en

- Se kartdata överlagrat på OSM (Kartdata)